# Type 91 So-Mo
La Type 91 So-Mo, in lingua giapponese Kyū isshiki kōki ken'in-sha ("Automotrice a scartamento largo tipo 91") è stata un'autoblindo bimodale strada-rotaia adottata dall'Esercito imperiale giapponese nel 1933. Era caratterizzato dalla possibilità di spostarsi indifferentemente su binari ferroviari e su strada.

## Sviluppo
Il Reggimento ferroviario dell'Esercito imperiale inizialmente disponeva solo di carri merci con semplici blindature per la difesa, ma quando le forze giapponesi iniziarono l'avanzata nella Cina continentale, l'importanza delle ferrovie aumentò e con essa la guerriglia e i sabotaggi. Inizialmente quindi vennero utilizzati treni blindati improvvisati, ma questi mancavano di reattività a causa delle grandi dimensioni e dell'uso di locomotive a vapore per il traino. Pertanto, l'Esercito imperiale giapponese decise di avviare lo sviluppo di un'autoblindo semovente dotata di motore a benzina, che poteva eventualmente inseguire il nemico abbandonando la strada ferrata.
Inizialmente lo sviluppo venne affidato alla Ishikawajima Motor Company, che aveva esperienza nella produzione di autoblindo Wolseley, che presentò il primo prototipo nel 1929. Questo prototipo di blindo ferroviaria a quattro ruote venne denominata Sumida RSW e venne sperimentato in battaglia in Manciuria. 
Successivamente, la Ishikawajima realizzò un prototipo detto "automotrice a scartamento largo Type 90" (nome interno all'azienda "Type PA"), basato sull'autocarro a sei ruote Sumida e dotato di ruote a gomme piene sviluppate dalla Meiji Rubber Tyres. Il prototipo venne sottoposto ad alcuni miglioramenti, quali l'allargamento del vano di combattimento posteriore, ottenendo così la versione definitiva Automotrice a scartamento largo Type 91.

## Produzione e impiego operativo
La produzione non fu gestita dalla Ishikawajima Motors, ma dalla Tokyo Gas Electric Engineering Company, entrambe poi confluite nella Isuzu. 
Il mezzo fu assegnato all'Armata del Kwantung, schierata a protezione della concessione del Kwantung e della ferrovia della Manciuria meridionale; fu, in particolare, consegnato al Reggimento ferroviario, che operava sulle strade ferrate mancesi: proprio durante l'invasione giapponese della Manciuria e negli anni successivi il mezzo fu utilizzato sia in battaglia, su strada, oltreché nella posa, riparazione e sorveglianza della rete ferroviaria.

## Tecnica

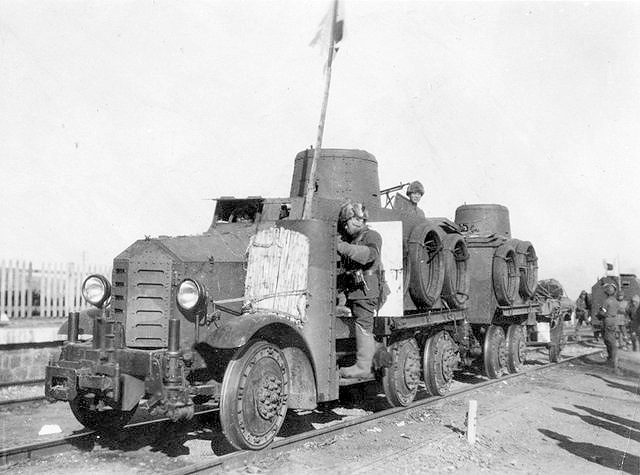
Due Type 91 accoppiate in contromarcia

La Type 91 era largamente basata su un autocarro 6×4. Lo scafo era composto da piastre di acciaio imbullonate e rivettate a un telaio metallico. La sagoma squadrata era stata pensata per semplificare la costruzione. Il compartimento motore, blindato con piastre spesse 11 mm e chiuso anteriormente da due sportelli con alette di ventilazione, ospitava un propulsore a 6 cilindri a benzina. Il vano equipaggio ospitava anteriormente a sinistra il conduttore, dotato di portello blindato e, a destra, il comandante disponeva di una feritoia; altre tre feritoie per lato erano a disposizione del meccanico e dei tre soldati nel vano equipaggio. L'equipaggio accedeva attraverso le due porte laterali e il portello posteriore a due sezioni. Sul tetto del vano era installata la torretta tronco-conica rivettata, dotata di portello superiore semicircolare. 
Per lo spostamento su strada venivano utilizzate gomme piene, mentre sui binari il mezzo si spostava su ruote ferroviarie flangiate. Per sostituire le ruote e passare da una configurazione all'altra, l'autoblindo era sollevata su quattro martinetti integrati sul telaio anteriormente e posteriormente; l'operazione richiedeva da 10 a 20 minuti. Le ruote non utilizzate venivano fissate alle fiancate dello scafo. Su rotaia l'autoblindo poteva trainare carri merci e pianali ferroviari per la posa dei binari, agganciati tramite accoppiatori e respingenti posizionati sulla parte anteriore e posteriore del telaio.
Poiché la Type 91 era stato sviluppata sulla base di un autocarro commerciale, aveva un cambio a cinque marce avanti e una retromarcia, cosicché spesso due automotrici venivano accoppiate in direzione opposta, per avere uguale accelerazione e velocità nei due sensi di marcia.
Lo scafo e la torretta circolare erano privi di armamento, che era limitato alle armi personali e alla mitragliatrice leggera Type 11 della squadra trasportata. Infatti l'arma di fanteria, responsabile di tutti i carri armati, non consentiva l'installazione di armamento fisso su mezzi del genio militare. Tali competizioni tra le varie branche dell'Esercito imperiale erano frequenti e crearono problemi anche durante lo sviluppo di altri veicoli corazzati del genio e dell'autoblindo bimodale cingolata Type 95 So-Ki.

## Varianti

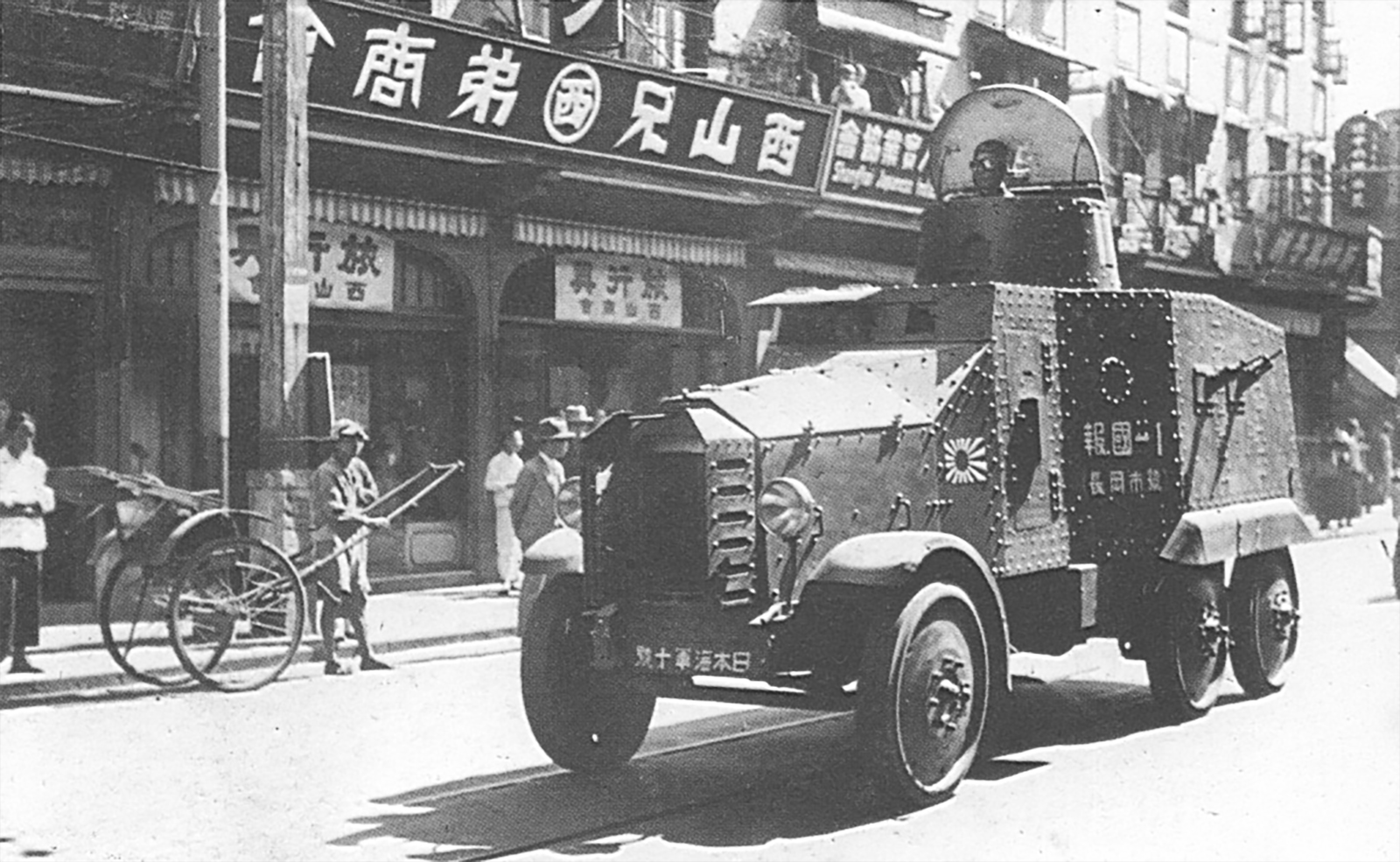
Sumida Patrol P della Forza speciale da sbarco della Marina in pattugliamento

Dal veicolo bimodale fu derivata un'autoblindo stradale pura, privata della capacità di guida su rotaia. Questo mezzo fu prodotto in piccole quantità per le unità di combattimento dell'Esercito imperiale. Differiva per lo scafo leggermente più compatto, per la presenza di una mitragliatrice su supporto a sfera sul lato anteriore sinistro e per la forma della torretta. Almeno due di queste autoblindo furono schierate nella 1ª Compagnia carri speciale del capitano Shunkichi Hyakutake durante l'operazione Nekka. 
Un altro derivato fu realizzato per la Marina imperiale giapponese in modo ancora più semplice, eliminando giusto l'equipaggiamento relativo alla mobilità ferroviaria; tuttavia, localmente su alcuni esemplari furono apportate modifiche campali come l'aggiunta di gonne laterali. Questo derivato, denominato Sumida Model P nella bibliografia in lingua inglese, fu impiegato dalle Forze speciale da sbarco della Marina.